# Język kutenai
Język kutenai – zagrożony wymarciem język Indian Kutenai używany na terenie stanów Montana i Idaho w USA, a także w niewielkiej mierze w prowincji Kolumbia Brytyjska w Kanadzie. Jest to język izolowany. Łącznie posługuje się nim 245 osób.